# Kabarore (Sektor)
Kabarore (Kinyarwanda Umurenge wa Kabarore) ist einer von 14 Sektoren im Distrikt Gatsibo in der Ostprovinz von Ruanda.

## Geographie
Kabarore hat eine Fläche von 210,3 km² und liegt auf einer Höhe von etwa 1490 m. Der Sektor unterteilt sich in die sechs Zellen Kabarore, Kabeza, Karenge, Marimba, Nyabikiri und Simbwa. Nachbarsektoren sind im Norden Karangazi, im Osten Rwimbogo, im Süden Gitoki, im Südwesten Gatsibo, im Westen Ngarama und im Nordwesten Katabagemu.

## Bevölkerung
Zur Volkszählung von 2022 betrug die Einwohnerzahl 71.769 Einwohner. Zehn Jahre zuvor waren es 50.288, was einem jährlichen Bevölkerungszuwachs von 3,6 Prozent zwischen 2012 und 2022 entspricht.

## Verkehr
Durch den Sektor verläuft in Nord-Süd-Richtung die asphaltierte Nationalstraße 24. Von dieser geht im Norden des Sektors eine District Road nach Westen ab, die an dem kleinen Flughafen Gabiro vorbeiführt.